# San Antonio Palopó
San Antonio Palopó è un comune del Guatemala facente parte del dipartimento di Sololá.
Di origini precedenti alla conquista spagnola, l'abitato appare esistente in documenti del 1570, mentre l'istituzione del comune è del 1872.